# لیگ دسته اول فوتبال بولیوی
لیگ دسته اول فوتبال بولیوی (اسپانیایی: Primera División de Bolivia‎) بالاترین سطح مسابقات فوتبال در کشور بولیوی است.
این لیگ که در سال ۱۹۷۷ میلادی تأسیس شده، باشگاه فوتبال بولیوار با ۳۱ قهرمانی پرافتخارترین تیم در این مسابقات محسوب می‌شود.

## قهرمانان
| رتبه | باشگاه                     | قهرمانی | نایب‌قهرمانی |
| ---- | -------------------------- | ------- | ----------- |
| ۱    | بولیوار                    | ۳۱      | ۱۶          |
| ۲    | استرانگست                  | ۱۶      | ۱۸          |
| ۳    | خورخه ویلسترمن             | ۱۵      | ۹           |
| ۴    | اورینته پترولرو            | ۵       | ۱۵          |
| ۵    | بلومینگ                    | ۵       | ۲           |
| ۶    | سن خوسه                    | ۴       | ۵           |
| ۷    | آلویز ردی                  | ۳       | ۶           |
| ۸    | دپورتیوو مونیسیپال د لاپاز | ۲       | ۵           |
| ۹    | آرورا                      | ۲       | ۴           |
| ۱۰   | اونیورسیتاریو د سوکره      | ۲       | ۱           |
| ۱۱   | رئال پوتوسی                | ۱       | ۴           |
| ۱۲   | Chaco Petrolero            | ۱       | ۲           |
| ۱۲   | Guabirá                    | ۱       | ۱           |
| ۱۴   | Litoral                    | ۱       | ۱           |
| ۱۵   | Independiente Petrolero    | ۱       | ۰           |
| ۱۵   | اسپورت بویز وارنس          | ۱       | ۰           |
| ۱۵   | اونیورسیتاریو د لاپاز      | ۱       | ۰           |